# Estenosi vertebral
L'estenosi vertebral o estenosi espinal o canal vertebral estret és un estrenyiment anormal del canal vertebral que provoca pressió sobre la medul·la espinal o les arrels nervioses. Els símptomes poden incloure dolor, entumiment o debilitat als braços o a les cames. Els símptomes solen aparèixer gradualment i milloren amb la flexió cap endavant. Els símptomes greus poden incloure la pèrdua del control de la bufeta, la pèrdua del control intestinal o la disfunció sexual.
Les causes poden ser l'artrosi, l'artritis reumatoide, els tumors de la columna vertebral, els traumatismes, la malaltia de Paget de l'os, l'escoliosi, l'espondilolistesi i l'acondroplàsia. Es pot classificar per la part de la columna afectada en estenosi cervical, toràcica i lumbar. L'estenosi lumbar és la més freqüent, seguida de l'estenosi cervical. El diagnòstic es basa generalment en símptomes i imatges mèdiques.
El tractament pot implicar medicaments, aparells ortopèdics o cirurgia. Els medicaments poden incloure AINE, o injeccions de glucocorticoides. Els exercicis d'estirament i enfortiment també poden ser útils. Es pot recomanar limitar certes activitats. Normalment, la cirurgia només es fa si els altres tractaments no són eficaços, essent el procediment habitual una laminectomia descompressiva.
L'estenosi espinal es produeix en un 8% de les persones. Es produeix amb més freqüència en persones majors de 50 anys. Els homes i les dones es veuen afectats amb la mateixa freqüència. La primera descripció moderna d'aquest trastorn és de 1803 per Antoine Portal, i hi havia referències del trastorn a l'antic Egipte.